# Liste der Stolpersteine in Vilshofen an der Donau

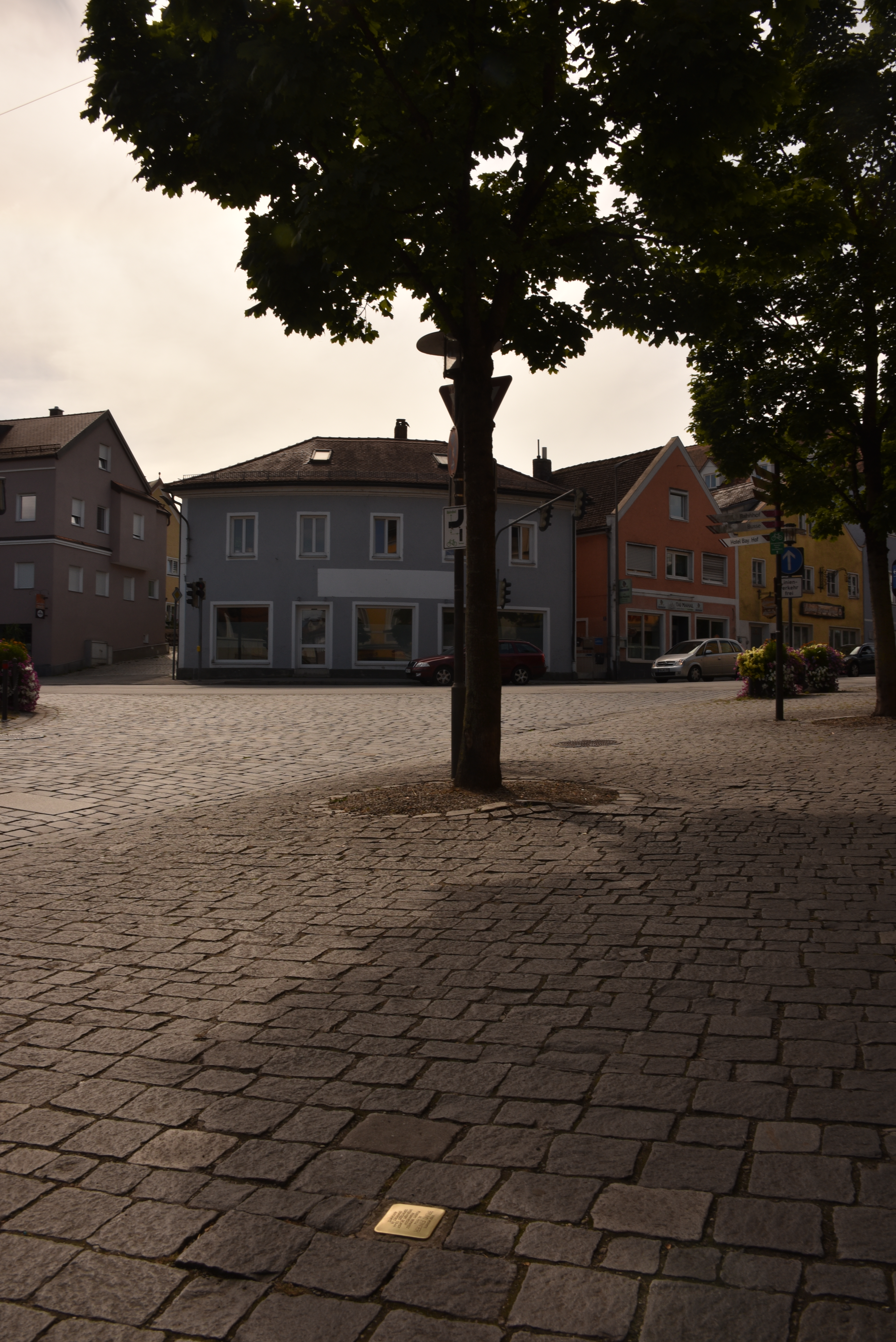
Stolperstein in Vilshofen

Diese Liste der Stolpersteine in Vilshofen an der Donau enthält die Stolpersteine, die im Rahmen des gleichnamigen Kunstprojekts von Gunter Demnig in der niederbayrischen Stadt Vilshofen an der Donau verlegt wurden. Mit ihnen soll Opfern des Nationalsozialismus gedacht werden, die in Vilshofen lebten und wirkten. Vilshofen war der erste niederbayrische Ort, an dem Stolpersteine verlegt wurden.
Auf der Oberseite der Betonquader mit zehn Zentimeter Kantenlänge ist eine Messingtafel verankert, die Auskunft über Namen, Geburtsjahr und Schicksal der Personen gibt, derer gedacht werden soll. Die Steine sind in den Bürgersteig vor den ehemaligen Wohnhäusern der Opfer der nationalsozialistischen Gewaltherrschaft eingelassen.

## Verlegte Stolpersteine
In Vilshofen an der Donau wurden fünf Stolpersteine an vier Adressen verlegt.
| Stolperstein | Inschrift | Verlegeort                 | Name, Leben |
| ------------ | --- | -------------------------- | --- |
|              | HIER WOHNTE FLORA ALTBAIER JG. 1880 DEPORTIERT 1941 RIGA-JUNGFERNHOF ERMORDET                                       | Stadtplatz 39              | Flora Altbaier wurde am 2. November 1880 als Tochter des Kaufmanns Leopold Altbaier und dessen Ehefrau Regina geboren. Sie hatte zumindest einen Bruder und eine Schwester, Gustav und Hanni (geboren 1879) und stammte aus einer alteingesessenen jüdischen Familie in Schnaittach. Altbaier wurde Modistin und verkaufte Hüte und Accessoires in einem kleinen Laden in Schnaittach. Sie wurde vom NS-Regime gezwungen, im Rahmen der Arisierungen ihr Haus für nur 2.000 RM an den Markt Schnaittach zu verkaufen. Nach den Novemberpogromen des Jahres 1938 wurde sie vertrieben, ab dem 22. Dezember 1938 lebte sie bei ihrem Bruder Gustav Altbaier in Vilshofen in dessen Haus am Stadtplatz. Diesem gelang im Juli 1939 mit seiner Familie die Flucht nach London. Flora Altbaier musste erneut umziehen, ab September 1939 lebte sie in der Essenweinstraße in Nürnberg – in einem der sogenannten „Judenhäuser“. Die Konzentration ermöglichte einfachere Überwachung und leichteren Zugriff zur Deportation. Sie wurde zusammen mit Cousin Heinrich am 27. November 1941 abgeholt und in das Sammellager am Reichsparteitagsgelände gebracht. Am 29. November 1941 wurden beide zum Bahnhof Märzfeld getrieben und gegen 15 Uhr Richtung Osten deportiert, der Zug erreichte am 2. Dezember 1941 Riga. Flora Altbaier wurde vom NS-Regime ermordet, ihr Sterbeort ist bis heute unklar. Ihr Bruder emigrierte später in die USA. Ihre Schwester und deren Mann Adolf Haag wohnten zuletzt in Regensburg, wurden 1942 nach Piaski deportiert und ebenfalls im Rahmen der Shoa ermordet. Ein weiterer Stolperstein für Flora Altbaier befindet sich in Schnaittach, dort verlegt am 19. Juli 2006. |
|              | HIER WOHNTE JULIUS ALTMANN JG. 1908 'SCHUTZHAFT' 1938 DACHAU DEPORTIERT 1941 RIGA-JUNGFERNHOF ERMORDET APRIL 1942   | Passauer Straße 30         | Julius Altmann wurde am 28. Juni 1908 in Vilshofen an der Donau geboren. Seine Eltern waren der Rohproduktenhändler Josef Altmann (geboren 1875 in Cham in der Oberpfalz) und Julie, geborene Stein (geboren 1877 im böhmischen Kolleschowitz). Seine Eltern hatten im Jahre 1900 geheiratet und sich im April 1904 in Vilshofen niedergelassen, wo sie einen Alteisenhandel betrieben. Julius Altmann hatte vier Geschwister – Otto, Max, Frieda und Alfred. Max starb im Alter von sieben Jahren, über die anderen Geschwister ist wenig bekannt. Altmann war ein begabter Fußballer, spielte beim FC Vilshofen und errang 1925 mit seinem Club die Niederbayerische Jugendmeisterschaft. Am 27. Mai 1927 meldete er sich nach München ab, wo er als Kaufmann, beziehungsweise als Lagerverwalter tätig war. Im November desselben Jahres zogen seine Eltern nach Mühldorf am Inn. Ab April 1930 lebte Julius Altmann eine Zeit lang bei seinen Eltern in Mühldorf, später wohnte er in Untermiete bei Familie Niederhammer in der Herzog-Friedrich-Straße 8, ebenfalls in Mühldorf. Im Februar 1935 zog er nach Ulm. Im Zuge der Novemberpogrome 1938 wurde er verhaftet und blieb bis 10. Januar 1939 im KZ Dachau interniert. Am 1. Dezember 1941 wurde er von Stuttgart nach Riga-Jungfernhof deportiert und kam von dort in das Außenlager Ghetto Riga. Julius Altmann wurde im April 1942 vom NS-Regime ermordet. |
|              | HIER WOHNTE BRUNO FINGER JG. 1904 FLUCHT SCHWEIZ FRANKREICH INTERNIERT DRANCY DEPORTIERT 1944 ERMORDET IN AUSCHWITZ | Vilsvorstadt 14 (Standort) | Bruno Finger Die Familie Finger war 1894 aus Böhmen nach Vilshofen gekommen und hatte in der Vilsvorstadt ein Textilgeschäft eröffnet. |
|              | HIER WOHNTE ARON ADOLF HAAG JG. 1885 'SCHUTZHAFT' 1938 DACHAU DEPORTIERT 1942 PIASKI ERMORDET                       | Stadtplatz 39 (Standort)   | Adolf Haag Das Ehepaar Haag war 1913 nach Vilshofen gekommen und in das Geschäft Altbaier, die spätere Strickerei Huber am Stadtplatz, einem beliebten Einkaufsziel der Stadt, eingetreten. 1940 verließen die beiden die Stadt, zunächst nach Nürnberg, dann nach Regensburg und wurden von dort in ein Konzentrationslager nach Polen deportiert. |
|              | HIER WOHNTE HANNI HAAG GEB. ALTBAIER JG. 1879 DEPORTIERT 1942 PIASKI ERMORDET                                       | Stadtplatz 39 (Standort)   | Hannchen Haag, geborene Altbaier (1879–?) |

## Verlegedaten

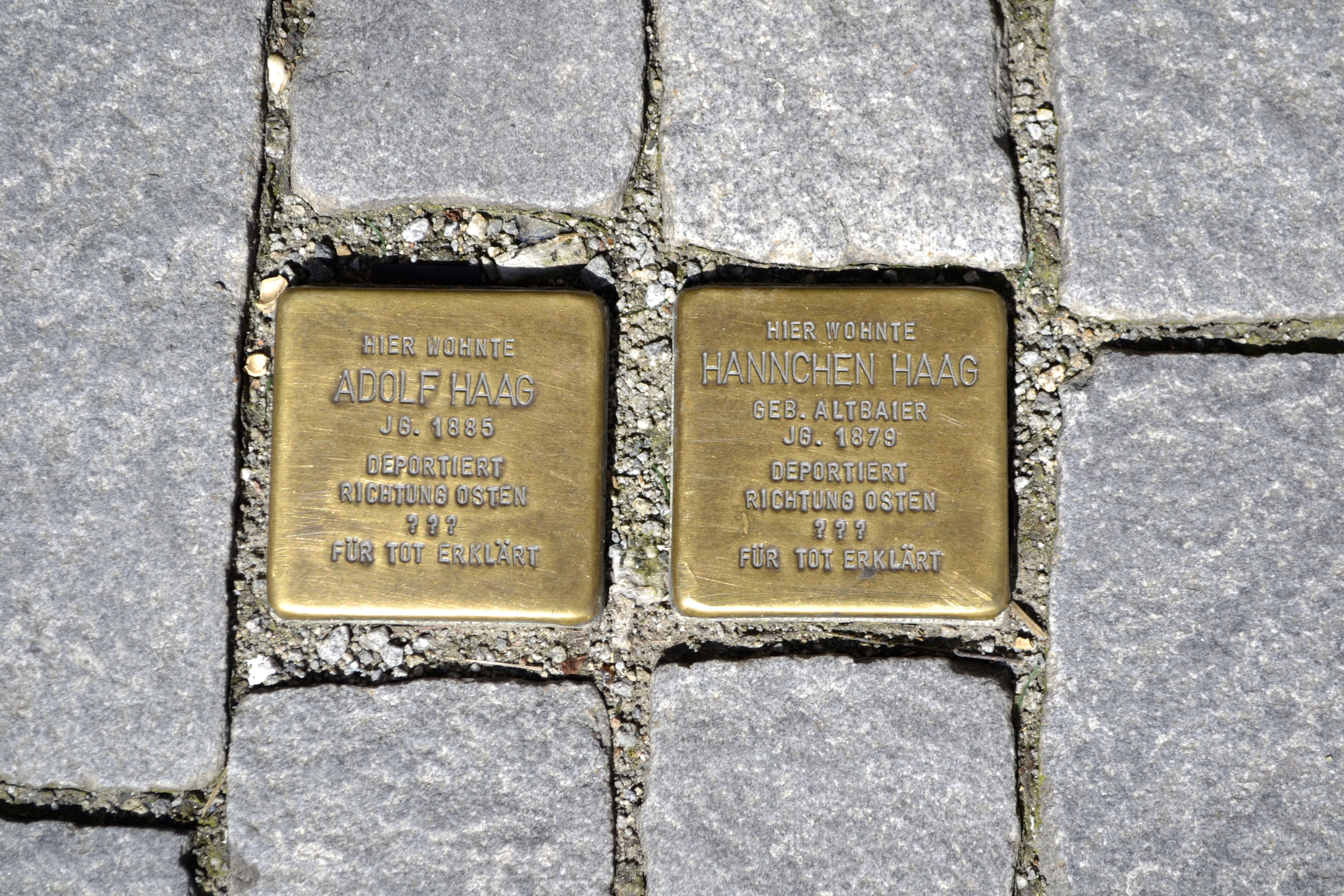
Erstverlegung, ersetzt 2022

- 27. Januar 2008: Erstverlegung der Stolpersteine für Bruno Finger sowie Adolf und Hannchen Haag
- 27. Januar 2022: Austausch der ersten drei Stolpersteine und Neuverlegung von zwei weiteren